# Myrcianthes hallii
Myrcianthes hallii là một loài thực vật có hoa trong Họ Đào kim nương. Loài này được (O.Berg) McVaugh mô tả khoa học đầu tiên năm 1958.

## Hình ảnh

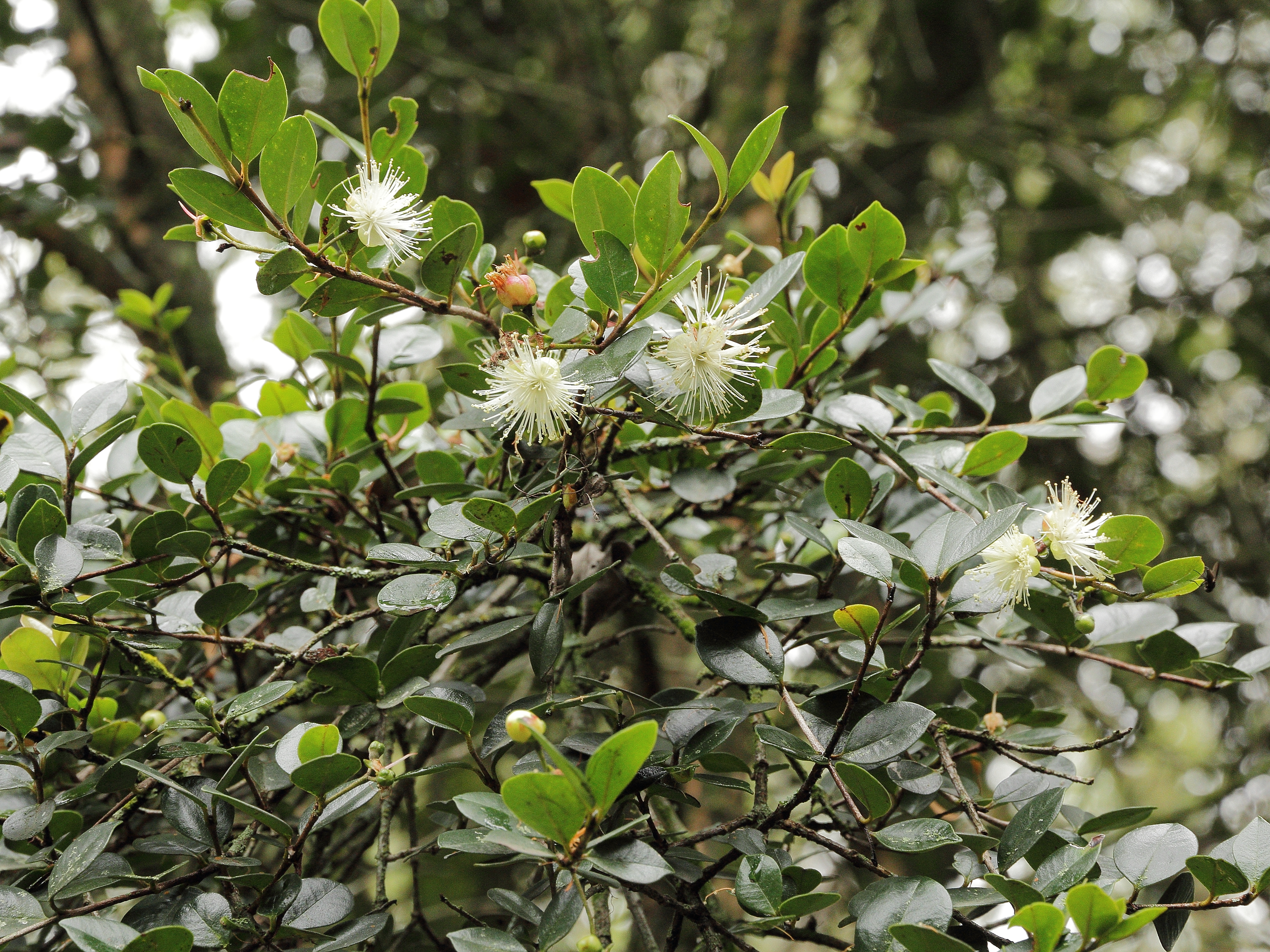
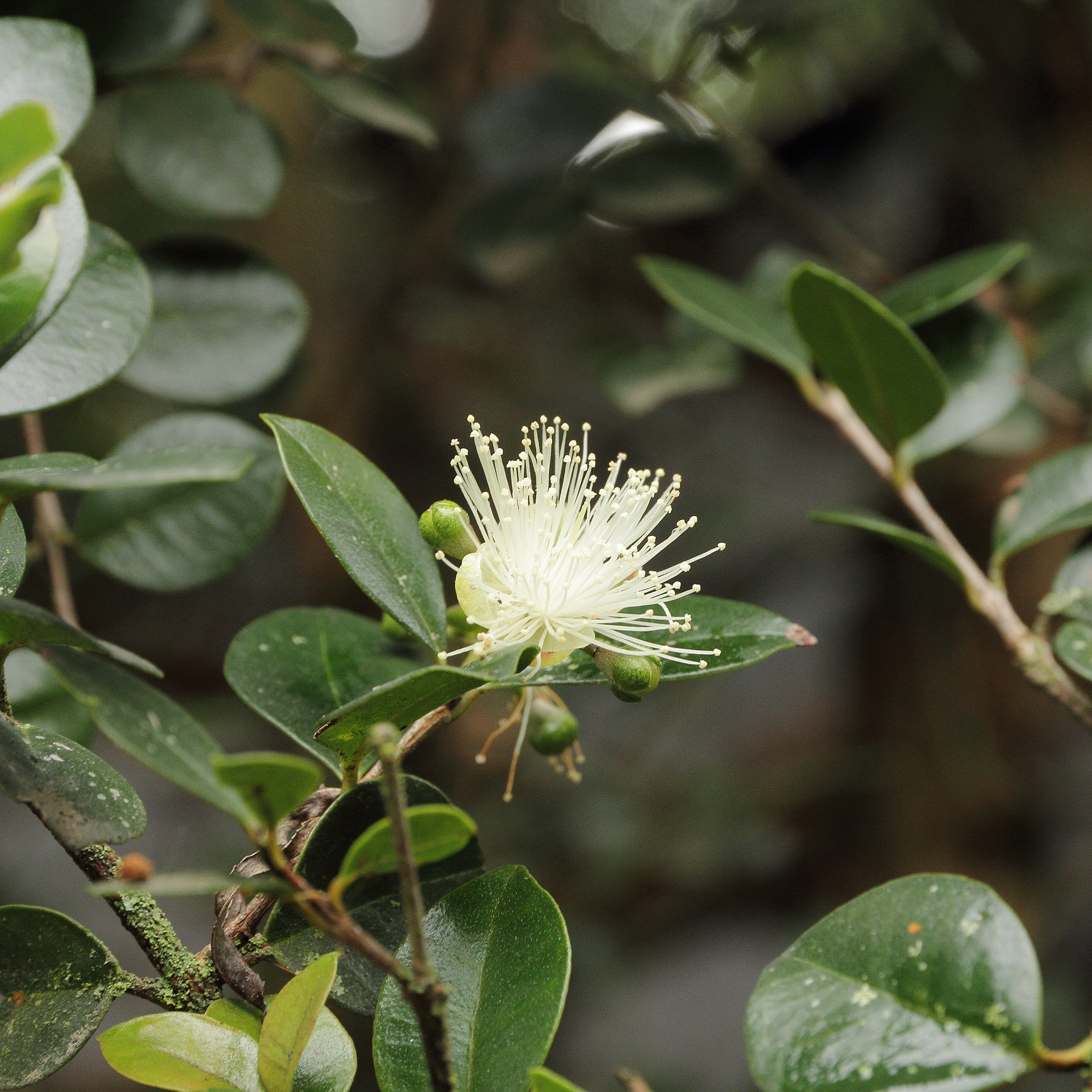